# Регенсбург
Ре́генсбург (нем. Regensburg, бав. Rengschgaburg, лат. Castra Regina, Ratisbona) — город в Германии, в земле Бавария. Расположен на слиянии Дуная и Регена, в самом северном изгибе Дуная. Восточнее города начинается Баварский Лес. Столица области Верхний Пфальц и резиденция епископа римско-католической церкви. Население составляет 157 234 человек (2014) — это четвёртый по численности населения город Баварии (после Мюнхена, Нюрнберга и Аугсбурга).
Регенсбург — один из крупных исторических городов Германии, избежавших разрушений во время Второй мировой войны (наряду с Гейдельбергом и Бамбергом). Старый город признан памятником Всемирного наследия ЮНЕСКО.

## История
Регенсбург — один из старейших городов в Германии, имевший в течение столетий множество имён. Старейшие из них — кельтские наименования «Radasbona» (также «Ratasbona» или «Ratisbona») поселения вблизи современного Регенсбурга. Наряду с уже упомянутыми выше именами употреблялись также Quadrata, Germanisheim, Hyatospolis, Ymbripolis, Reginopolis и Tyberina.
Изгиб Дуная у Регенсбурга заселён уже с каменного века. В начале 2006 года в 100 м к востоку от стен более позднего римского лагеря были найдены кельтские могилы, предметы которых были датированы 400 годом до н. э.

### Римский лагерь (период до 500 г. н. э.)

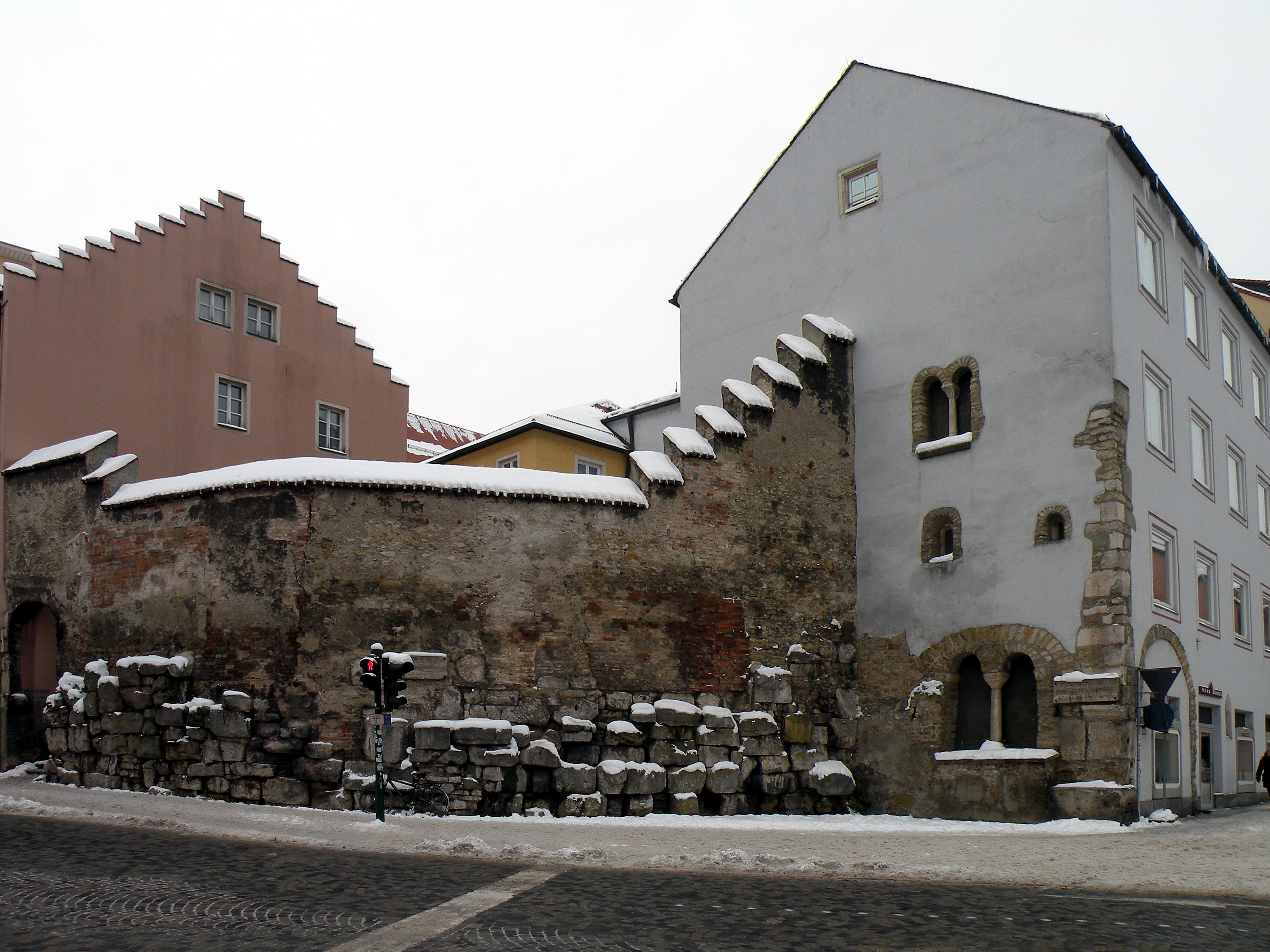
Стена римского времени
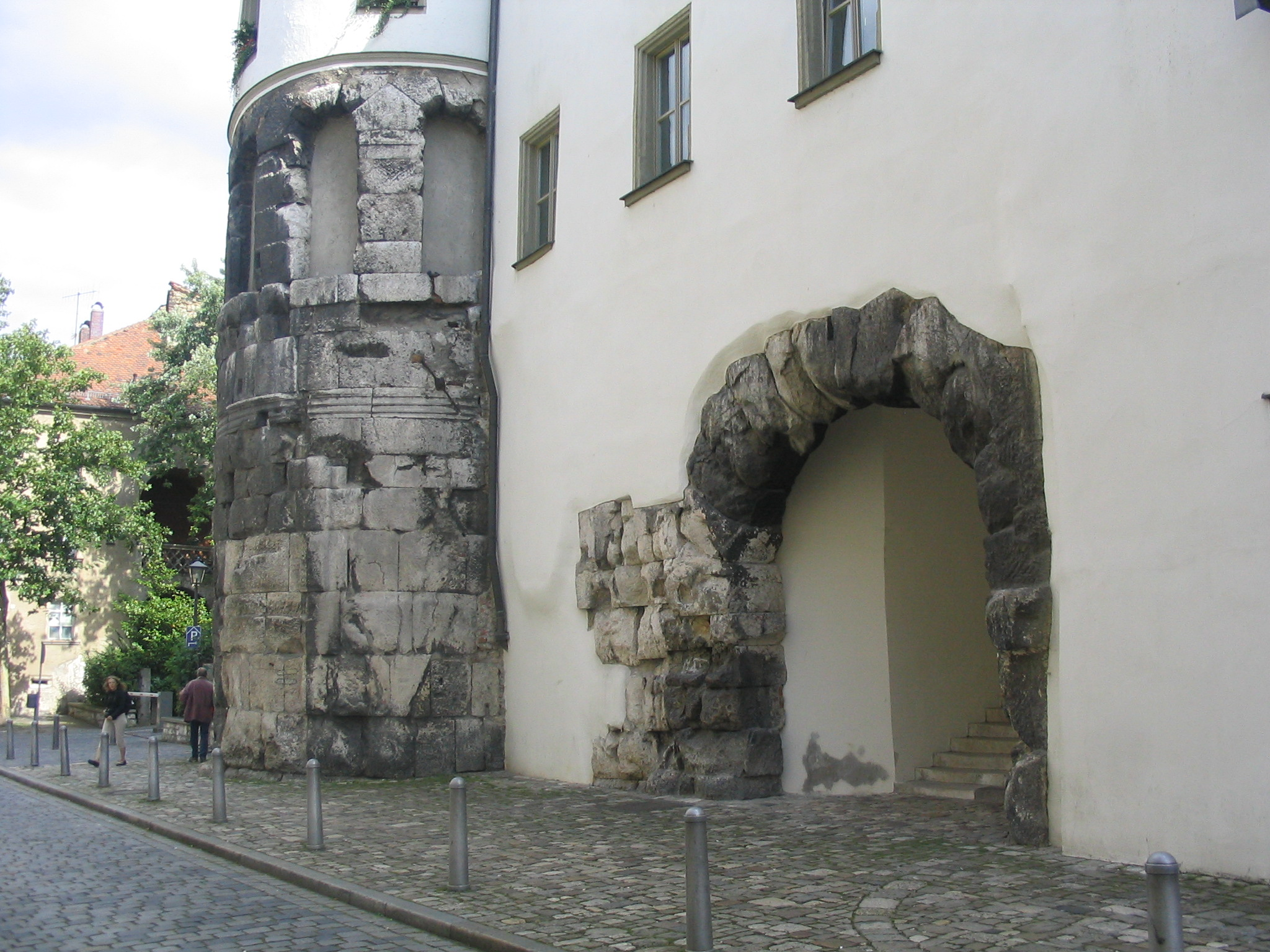
Porta Praetoria — северные ворота Castra Regina, ставшие частью стены резиденции епископа Регенсбурга
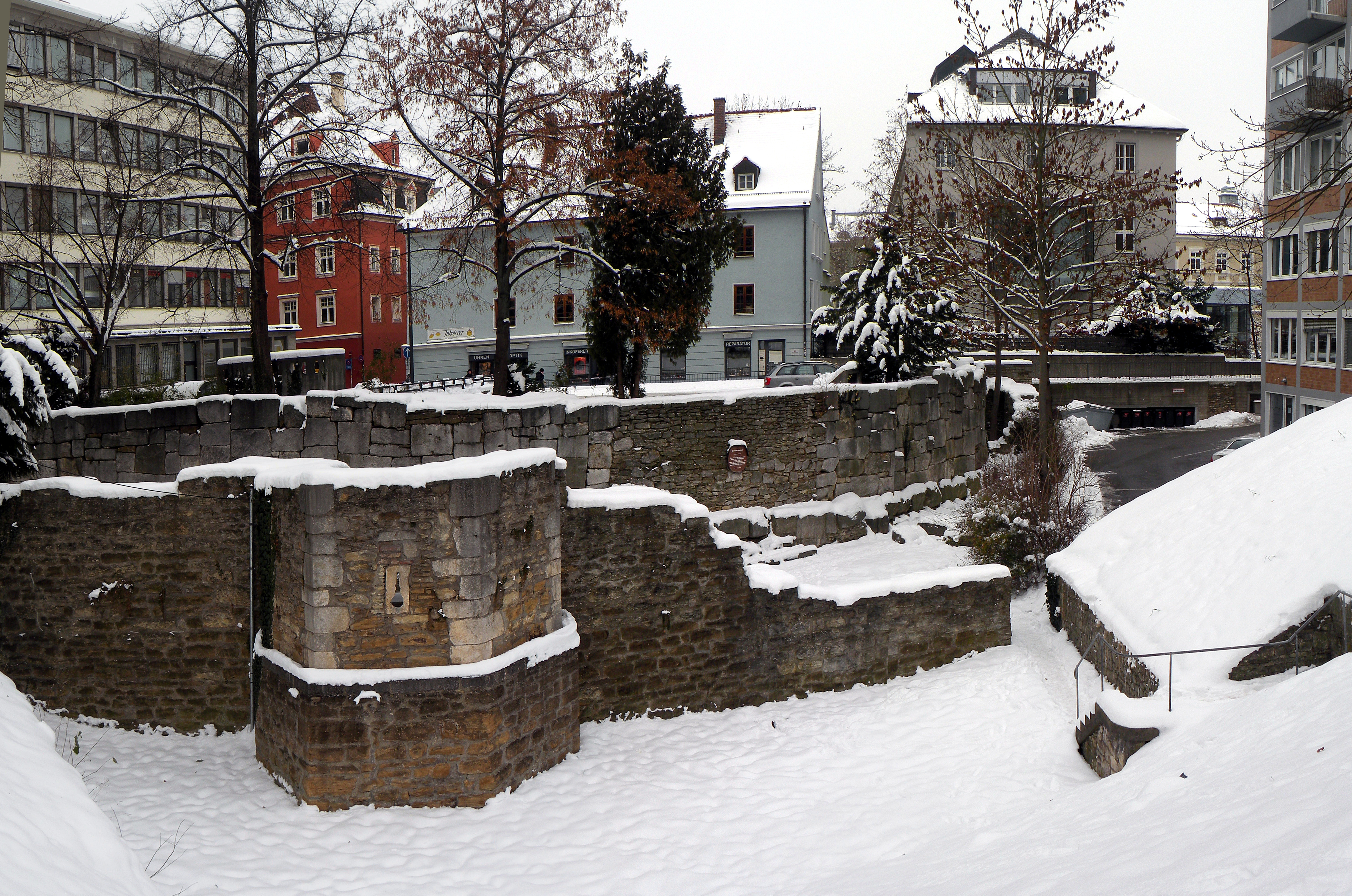
Римские укрепления

Римская история Регенсбурга начинается с создания крепости Кастра Регина примерно в 79 году н. э., расположенной в современном районе Кумпфмюль (нем. Kastell Kumpfmühl). Это был наблюдательный пост за устьями Наб и Реген, окруженный рвом и частоколом, а позже и каменной стеной. В нём размещалось либо примерно 500 мужчин, составлявших сильную конную когорту, либо примерно 1000 мужчин, составлявших сильную двойную когорту пехотинцев. Поселение в западной части сегодняшнего Старого города (нем. Altstadt), наблюдательная башня, руины которой были найдены около устья Наб, и старейшая римская пивоварня к северу от Альп (сегодня римский павильон на Kornweg) относятся к этому же времени. Крепость и гражданские поселения были разрушены во время нашествия маркоман во второй половине 160-х годов.
После оттеснения маркоманнов по распоряжению императора Марка Аврелия был сооружён лагерь Castra Regina (нем. Castra Regina — лагерь у реки Реген). В лагере располагался легион III Italica примерно с 6000 солдатами. Это был основной военный опорный пункт провинции Raetia, «столица» которой была расположена в Аугсбурге. Сам лагерь был окружён стеной высотой примерно 10 м, имел четверо ворот и многочисленные башни и располагался на территории современного Старого города к востоку от Obere и Untere Bachgasse и к западу от Schwanenplatz. Великое переселение народов около 400 года н. э. усилило военное значение крепости, которая стала отныне окруженным стенами гражданским поселением.

### Резиденция баварских герцогов и епископа (с 500 г. по 1200 г.)

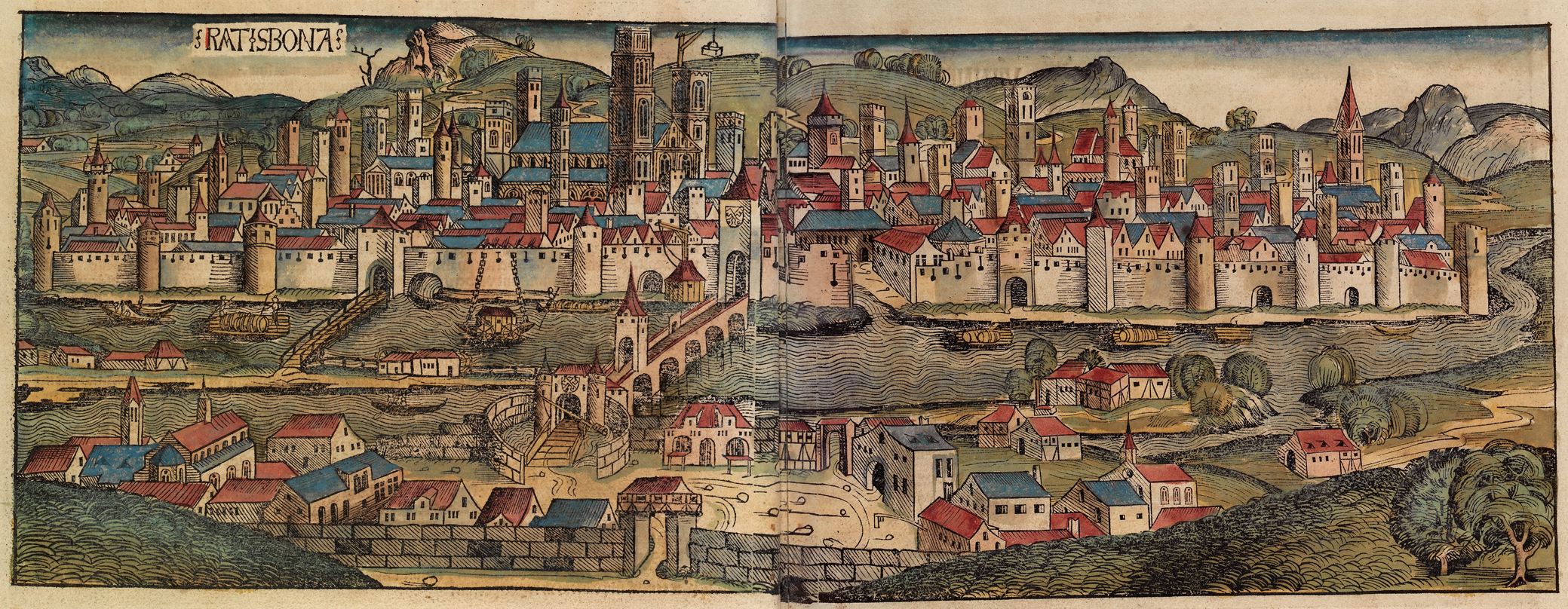
Регенсбург в 1493 году. Ксилография из «Нюрнбергской хроники»

Примерно с 500-го до 788 год Регенсбург был столицей баварских герцогов Агилольфингов; в 788 году последний из этого рода герцог Тассилон III был покорён Карлом Великим. В IX веке Регенсбург был одним из самых важных городов восточно-франкской империи Каролингов. Эмма Баварская (ум. 876), супруга восточнофранкского короля Людовика II Немецкого, а также два последних восточнофранкских властителя из династии Каролингов, императоры Арнульф Каринтийский и его сын Людовик IV Дитя (ум. 911) были захоронены в бенедиктинском аббатстве Св. Эммерама, располагавшемся в южной части Регенсбурга (с начала XIX века резиденция князей Турн-и-Таксис).
Регенсбург — это одно из старейших епископств (диоцез) Германии. Около 680—690 годах Св. Эрхард Регенсбургский прибыл с епископской миссией ко двору баварских герцогов Агилольфингов в Регенсбург. Здесь он действовал как проповедник христианской веры в Баварии при дворе герцога Теодона II; настоящее основание епископства Регенсбург состоялось в 739 году усилиями Св. Бонифация, посадившего на епископскую кафедру святого Гаубальда, ставшего первым официальным епископом во вновь образованном диоцезе Регенсбурга. В 845 году четырнадцать чешских принцев крестились в Регенсбурге, что стало отправной точкой в обращении в христианство чехов. Среди видных епископов Регенсбурга и миссионеров раннего Средневековья следует упомянуть святого Вольфганга (ум. 994).
С момента учреждения резиденция епископа c кафедральным собором св. Петра (нем. Regensburger Dom) и баптистерием (церковь св. Иоганна) располагается в северо-восточном углу Castra Regina. В VIII веке в этом углу появляется церковь над могилой Святого Эрхарда, а затем и аббатство Niedermünster (нем. Kloster Niedermünster Regensburg). Каменное здание кафедрального собора св. Петра было возведено при Каролингах, в XI-м столетии оно было расширено на запад и получило трансепт приблизительно 15 метров высотой, две башни и атриум. Это здание сильно пострадало в пожарах XII века и в середине XIII века было снесено при постройке нового собора в стиле высокой готики, сохранилась лишь одна башня (Eselsturm) на северной стороне собора — её использовали при строительстве нового собора для подъёма строительных материалов. Также остатки романских сооружений сохранились возле St.-Georgen-Platz (древние фрагменты Erhardi-Krypta и романской капеллы st. Georg und Afra).
В XII веке Регенсбург — один из наиболее богатых городов Германии, имеющий торговые связи с Парижем, Венецией и Киевом. Важный символ тогдашнего благосостояния города — строительство Каменного моста (нем. Steinerne Brücke) с 1135 по 1146 год, явившегося чудом инженерной мысли того времени и ставшего образцом для многих других мостов, например, моста Юдифи (предшественника Карлова моста) в Праге. Этот мост был использован в мае 1147 года Конрадом III и в мае 1189 года Фридрихом I Барбароссой при форсировании Дуная во время 2-го и 3-го крестовых походов.

### Имперский город (с 1200 г. по 1803 г.)
В 1211 году король Филипп Швабский присвоил Регенсбургу статус имперского города, а 10 ноября 1245 года жители Регенсбурга достигли того, что император Фридрих II подтвердил право самоуправления города с привилегией «иметь бургомистра и совет». Это привело вместе с доходной международной торговлей и выпиской баварских герцогов в Ландсхут в 1255 году к усилению муниципалитета. С этого начался продолжавшийся столетия конфликт муниципалитета Регенсбурга с епископом и близлежащим герцогством Бавария. Спустя столетия в результате экономического упадка пробаварская партия в 1485—1486 годах осуществила присоединение города к герцогству Бавария-Мюнхен. Однако независимость в статусе имперского города была восстановлена в 1492 году. При этом Регенсбург потерял статус свободного города и стал обычным имперским городом. Внутренние беспорядки продолжались и император Максимилиан I вмешался в 1500 году, навязав Регенсбургу новую городскую конституцию, так называемый «Порядок правления», который модифицировался в 1514 году и оставался формально в силе до 1803 года.
Около 1300 года город окружают новой стеной с пятью воротами и многочисленными башнями, при этом стены монастырей, находящиеся в окрестности города, становятся частью фортификационных сооружений, а сами монастыри включаются в черту города. Фрагменты этой стены сохранились до настоящего времени, а район внутри стены теперь называют Старым городом. Также в существенном сохранилась историческая застройка Старого города XIII—XVI веков. Богатые семьи городских патрициев конкурировали в своих возможностях построения самой высокой башни города, в результате чего в 1260 году была построена хорошо различимая на всех панорамах Регенсбурга Золотая башня на Wahlenstraße.

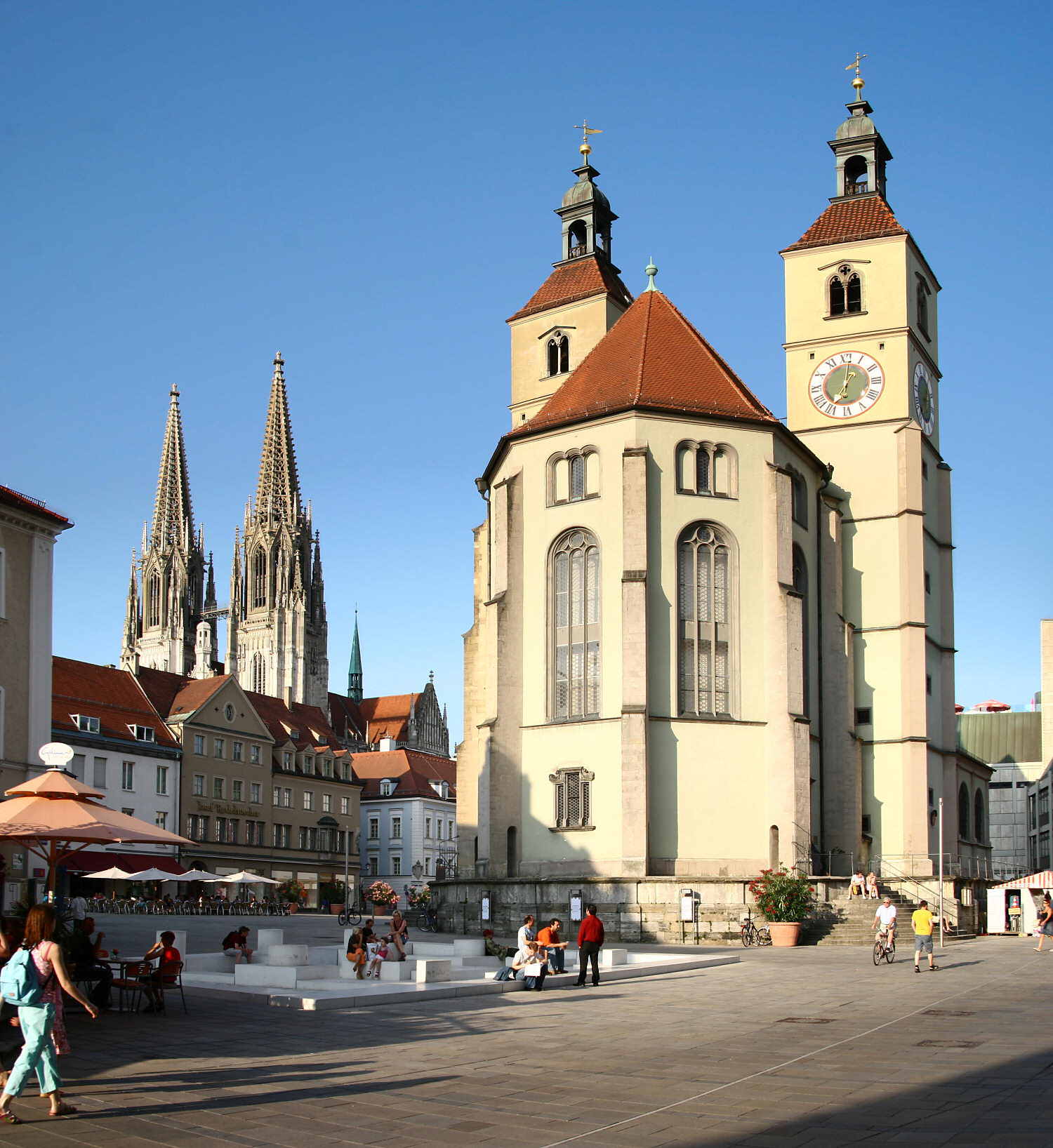
Neupfarrkirche и современная скульптура Дани Каравана, повторяющая контуры разрушенной синагоги.

После смерти императора Максимилиана I 12 января 1519 года город Регенсбург использовал возникший вакуум власти и 21 февраля постановил изгнать евреев из города в течение двух недель. Гетто (см. История евреев в Регенсбурге) было сожжено вместе с синагогой и школой, залоги конфисковали, ценные пергаменты употребляли как переплетный материал для дел и книг. Кладбище было срыто, более 4000 надгробных камней были разбиты, а некоторые взяты жителями Регенсбурга с одобрения совета и замурованы в стены домов как трофеи. Сегодня некоторые из этих «Judenstein» ещё различимы; самый известный из них дал название площади Am Judenstein на западе Старого города. Большая часть евреев ушла в Польшу и Южный Тироль. На месте гетто была выстроена церковь Прекрасной Марии на Neupfarrplatz (нем. Neupfarrkirche). Следующее упоминание о еврейской общине в Регенсбурге относится только к 1669 году, когда здесь работал рабби Исаак Александр — первый иудей, публиковавший философские сочинения по-немецки. Для собраний и богослужений тогда использовался дом на Straße Hinter der Grieb.
В 1542 году Регенсбург принял протестантское преобразование, и его муниципалитет оставался полностью лютеранским до объединения города в княжество Регенсбург при Карле фон Дальберге в 1803 году. Меньшинство населения осталось римско-католическим, и католики были исключены из гражданских прав («Bürgerrecht»). Город Регенсбург не следует путать с Епархией Регенсбург. Хотя имперский город принял преобразование, он оставался местом Римско-католического епископа и нескольких аббатств. Три из последних, Св. Эммерам, Niedermünster и Obermünster, имели статус имперских аббатств Священной Римской империи. Это означает, что Регенсбург был представлен на рейхстаге пятью независимыми субъектами:
- имперским городом Регенсбург, муниципалитет которого был чисто лютеранским
- владением имперского князя католического епископа Регенсбурга (Епископство Регенсбург),
- имперским аббатством Св. Эммерама (нем. Kloster Sankt Emmeram; в дополнение к статусу аббатства его настоятель возведен в достоинство имперского князя в 1731)
- имперским аббатством Niedermünster (нем. Kloster Niedermünster Regensburg)
- имперским аббатством Obermünster (нем. Kloster Obermünster Regensburg)

В правление императора Рудольфа II возникает традиция проводить рейхстаги в Регенсбурге, а с 1663 года город становится местом проведения постоянного рейхстага Священной Римской империи (нем. Immerwährender Reichstag), на котором присутствовали не только князья Священной Римской империи, но и посланники со всей Европы. При этом сам император был представлен в большинстве случаев императорским Prinzipalkommissare. На эту должность в 1748 году был назначен императорский почтмейстер (Generaloberpostmeister) князь Александр Фердинанд фон Турн-и-Таксис (нем. Alexander Ferdinand von Thurn und Taxis), который перенес по этой причине резиденцию своей семьи из Франкфурта в Регенсбург; его семья стала одной из самых видных семей Регенсбурга XIX века. Архитектурное свидетельство времени постоянного рейхстага — это многочисленные дипломатические представительства на улицах Регенсбурга. Однако экономическая польза от этого для города была незначительна, так как посланники не облагались пошлиной и не подлежали обложению налогом.

### Княжество Регенсбург (1803—1810 гг.)

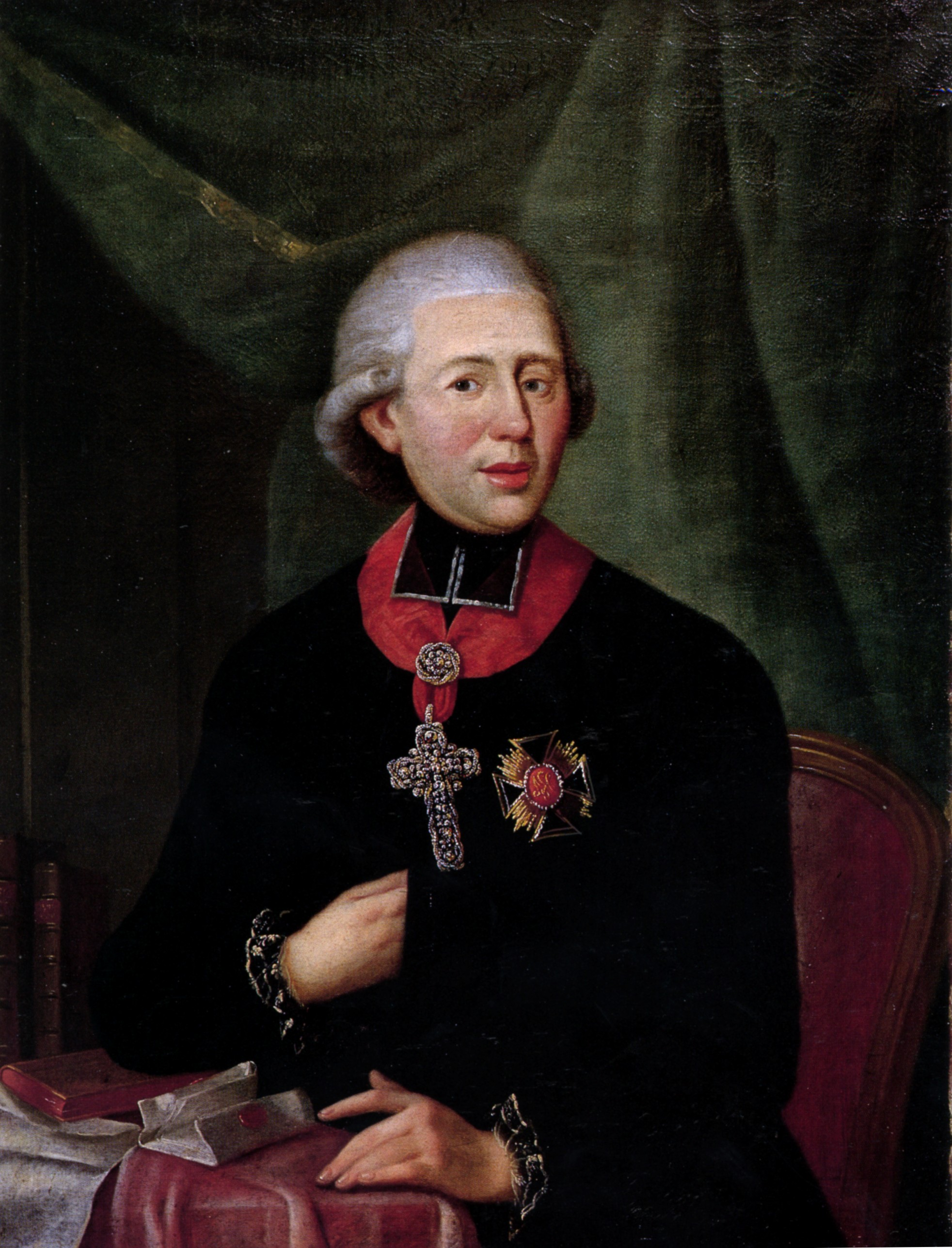
Карл-Теодор Дальберг, князь-примас Регенсбурга

В 1797 г. в соответствии с Кампо-Формийским миром Франция получила порейнские земли Священной Римской империи, а император был обязан компенсировать имперским монархам потерю владений предоставлением им новых территорий. В результате этого в качестве компенсации архиепископ Майнца Карл фон Дальберг в 1803 г. получил право сформировать и возглавить княжество Регенсбург. При этом имперский город Регенсбург и владение епископа Регенсбурга потеряли свою независимость, католики и лютеране Регенсбурга были уравнены в правах. Аббатства, расположенные на территории Регенсбурга, были секуляризированы, а расположенные на их территории храмы стали приходскими или вообще были перепрофилированы. В частности, аббатство св. Эммерама в 1809 г. переходит в собственность семьи князей Турн-и-Таксис и переоборудуется в существующий ныне фамильный замок (нем. Schloss Thurn und Taxis). Фактически княжество Регенсбург не просуществовало и пяти лет: его учреждению до 1 февраля 1805 г. препятствовали баварские возражения, в 1809 г. Регенсбург оказался в центре сражений наполеоновских войн, а 22 мая 1810 под давлением Наполеона Дальберг должен был уступить Регенсбург королевству Бавария. При этом сам Дальберг сохранил должность архиепископа Регенсбурга до своей смерти в 1817 и получил в качестве компенсации специально сформированное для него Великое герцогство Франкфурт (нем. Großherzogtum Frankfurt).

### Баварская провинция
Овладение Баварией значило потерю политического значения и особого положения города в пределах старой Баварии. Превращение имперского города Регенсбурга в баварскую провинцию совпало с распадом Священной Римской империи, оформленном тоже в Регенсбурге: 1 августа 1806 на последнем заседании рейхстага государства Рейнского союза объявили о своем выходе из состава Священной Римской империи немецкой нации.
В Баварии Регенсбург стал столицей района Регенсбург (Regenkreis), с 1838 — района Регенсбург и Верхний Пфальц, а с 1953 — административного округа Верхний Пфальц. Статус Регенсбурга постепенно возрастает: в 1859 г. было организовано железнодорожное сообщение между Регенсбургом, Нюрнбергом и Мюнхеном, в 1962 г. в Регенсбурге открыт университет.
Король Людвиг I ценил Регенсбург как сакральный памятник немецкой истории, выделял средства на реконструкцию собора в готическом стиле. Около Регенсбурга были построены два национальных памятника немецкого патриотизма и величия. Первый из них — Вальхалла (зал славы), подобие Парфенона, установленного как германский храм на холме, возвышающемся над Дунаем. Второй — Зал Освобождения в Кельхайме, посвящённый героям освободительной войны 1813 г. В середине XIX века в парках Регенсбурга устанавливают средневековые статуи: колонну Predigtsäule начала XIV века на Sankt Petersweg, поблизости от монумента Кеплеру, фигуры которой представляют воскрешение и страшный суд, и дорожную колонну 1459 года перед воротами св. Якоба, на которой изображены 4 апостола и сцена распятия.

## Население
По оценке на 31 декабря 2015 года население межрайонного города (городской общины) Регенсбург составляет 145 465 чел. 

| Дата      | 1840  | 1871  | 1900  | 1925  | 1939  | 1950   | 1961   | 1970   | 1987   | 2011   |
| --------- | ----- | ----- | ----- | ----- | ----- | ------ | ------ | ------ | ------ | ------ |
| Население | 30766 | 40785 | 62548 | 79998 | 97584 | 119633 | 127328 | 133049 | 118625 | 135403 |

| Год       | 1960   | 1970   | 1980   | 1990   | 2000   | 2009   | 2010   | 2011   | 2012   | 2013   | 2014   | 2015   |
| --------- | ------ | ------ | ------ | ------ | ------ | ------ | ------ | ------ | ------ | ------ | ------ | ------ |
| Население | 126018 | 134491 | 132588 | 121691 | 125676 | 134218 | 135520 | 136352 | 138296 | 140276 | 142292 | 145465 |

## Достопримечательности

### В городе

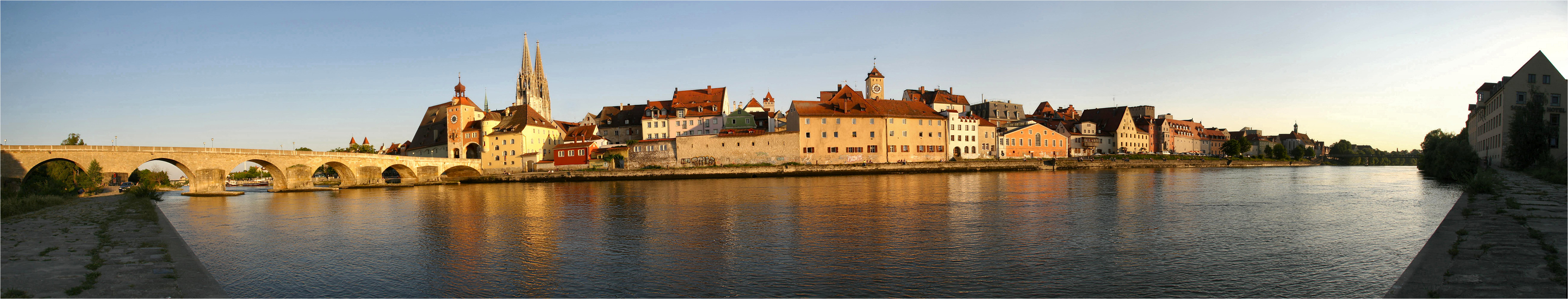
Старый город. Вид с противоположного берега Дуная.

В Старом городе более 1 500 охраняемых государством зданий и сооружений. Старинный городской ландшафт избежал существенных повреждений во время Второй мировой войны. Главные достопримечательности города находятся большей частью в старой его части, среди которых:
- Регенсбургский собор — пример настоящей немецкой готики, а также главное готическое сооружение во всей Баварии. Строительство было начато в 1275 году и закончено в 1634 году, за исключением башен, которые были закончены в 1869 году. Интерьер содержит многочисленные интересные памятники, включая один из шедевров Петера Фишера Старшего. К монастырю при соборе примыкают две капеллы, которые старше самого собора. Одна из них известна как «Старый собор», она была основана предположительно в VIII веке. Официальный хор собора исполняет церковную музыку и известен как «Регенсбургские Соловьи» (Regensburger Domspatzen).
- Каменный мост (нем. Steinernen Brücke), построенный 1135—1146 гг., является шедевром средневекового наведения мостов. Участники 2-го и 3-го крестового похода использовали его при переходе через Дунай по пути на Святую Землю.
- Кастра Регина — останки римских фортификационных укреплений, включая Porta Praetoria.
- Церковь св. Якоба — также известная как «Шотландская церковь». Романская базилика 12-го столетия, получившая своё название от монастыря ирландских бенедиктинцев (Scoti), которому она принадлежала до секуляризации; главный дверной проём покрыт очень необычными резными фигурками. В монастырской библиотеке были найдены древнейшие ирландские манускрипты и, в частности, тексты, написанные в 1080 году ирландским бенедиктинским монахом Marianus, основателем сообщества в Регенсбурге, содержащие самые ранние записанные гэльские слова. Церковь находится около Якобских ворот, которые служили входом в средневековый город; ворота получили своё название от имени церкви.
- Старая приходская церковь св. Ульриха — построена в XIII веке. В ней находится ценная антикварная коллекция, а также епископский музей церковного искусства.
- Примером базилик в романском стиле могут служить церковь Обермюнстер (Obermünster), построенная в 1010 году и церковь аббатства св. Эммерама (St. Emmeram), построенная в XIII веке, примечательная как одна из немногих немецких церквей с отделённой от неё колокольней. Красивые монастыри аббатства, одного из старейших в Германии, отлично сохранились до сегодняшних дней. В 1809 году монастырские постройки были переделаны в дворцовые покои для князей рода Турн-и-Таксис, наследных почтмейстеров Священной Римской Империи.
- «Орлиная Аптека» (Adler-Apotheke) — расположена около Регенсбургского Собора. Была основана в 1610 году, это одна из самых старых аптек города. Сохранились исторические интерьеры помещения, которые можно осмотреть.
- Семьи богатых патрициев соревновались между собой в постройке самых высоких башен в городе. В 1260 году на Wahlenstraße была возведена Золотая Башня.
- Старая ратуша (нем. Altes Rathaus (Regensburg)), часть корпусов которой восходит к 14-му столетию, в которой проходили заседания имперского рейхстага в 1663—1806 гг. и было объявлено о распаде Священной Римской империи.
- Исторический интерес представляет и постоялый двор «У Золотого Креста» (zum Goldenen Kreuz), где Карл V познакомился с Барбарой Бломберг, матерью Дона Хуана Австрийского.
- Неоготическая вилла короля Баварии на берегу Дуная, построенная в 1854—1856 гг. по поручению баварского короля Максимилиана II по проекту мюнхенского архитектора Людвига Фолца (нем. Ludwig Foltz) как летняя резиденция.
- Доминиканская церковь Св. Бласиуса (нем. Dominikanerkirche St. Blasius (Regensburg)) в Старом городе была сооружена в середине XIII века как церковь доминиканцев. После реформации церковь одно время использовалась для протестантских богослужений и была вновь освящена как католическая в 1628 году. Во время её строительства в Регенсбурге работал доминиканец Альберт Великий[источник не указан 4827 дней]. Церковь украшена готическими фресками; в боковом алтаре имеется рака с бюстом Альберта Великого конца XVII века, переданная сюда из упразднённого средневекового монастыря.
- Церковь Святого Иоанна. На этом месте, согласно преданию, в 845 году были крещены 14 богемских князей[12].
- Церковь Покрова Пресвятой Богородицы — русская православная церковь, находится в городском парке. Открыта после окончания войны в 1946 году.

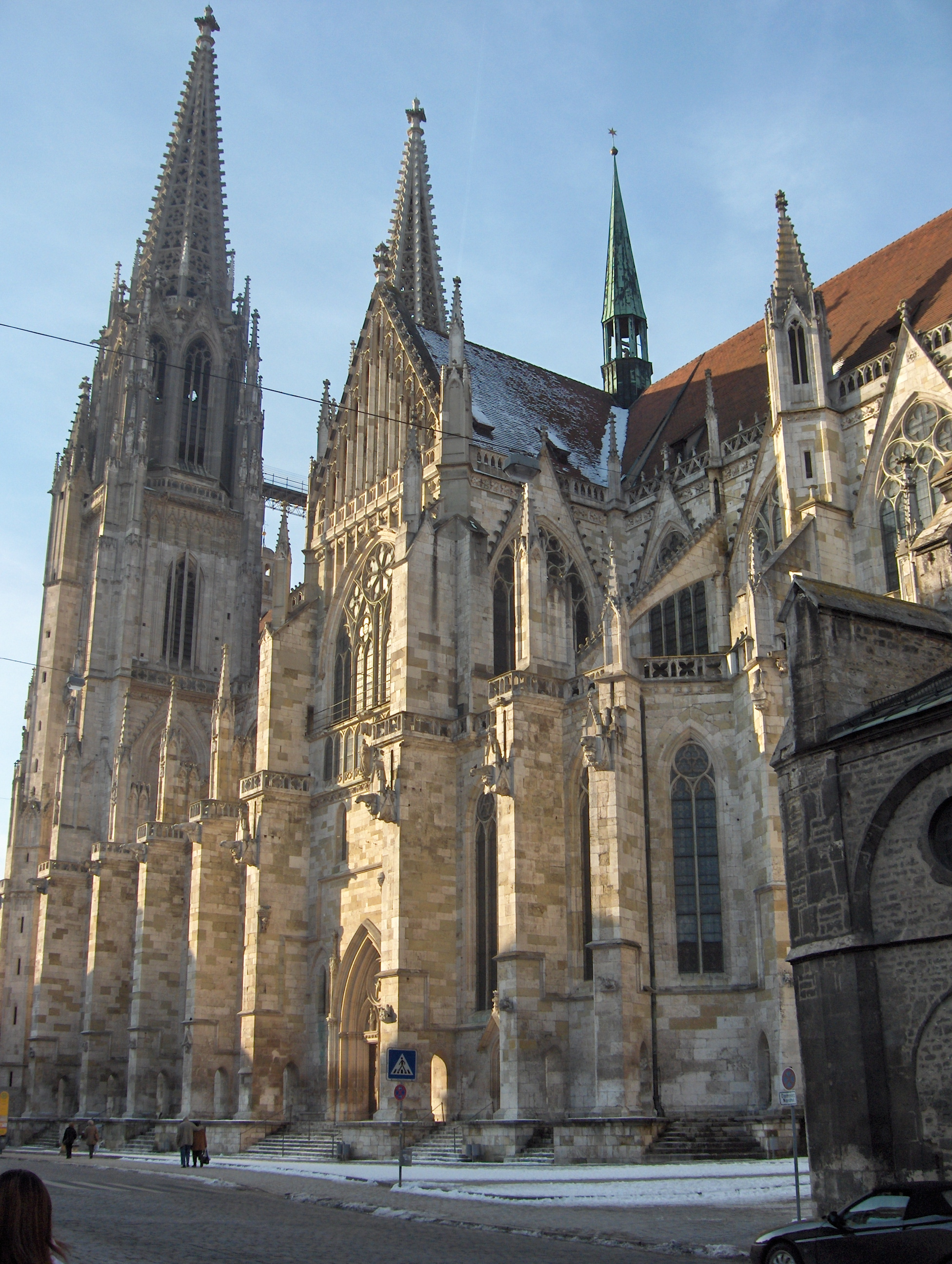
Регенсбургский собор, 1285/90 гг.
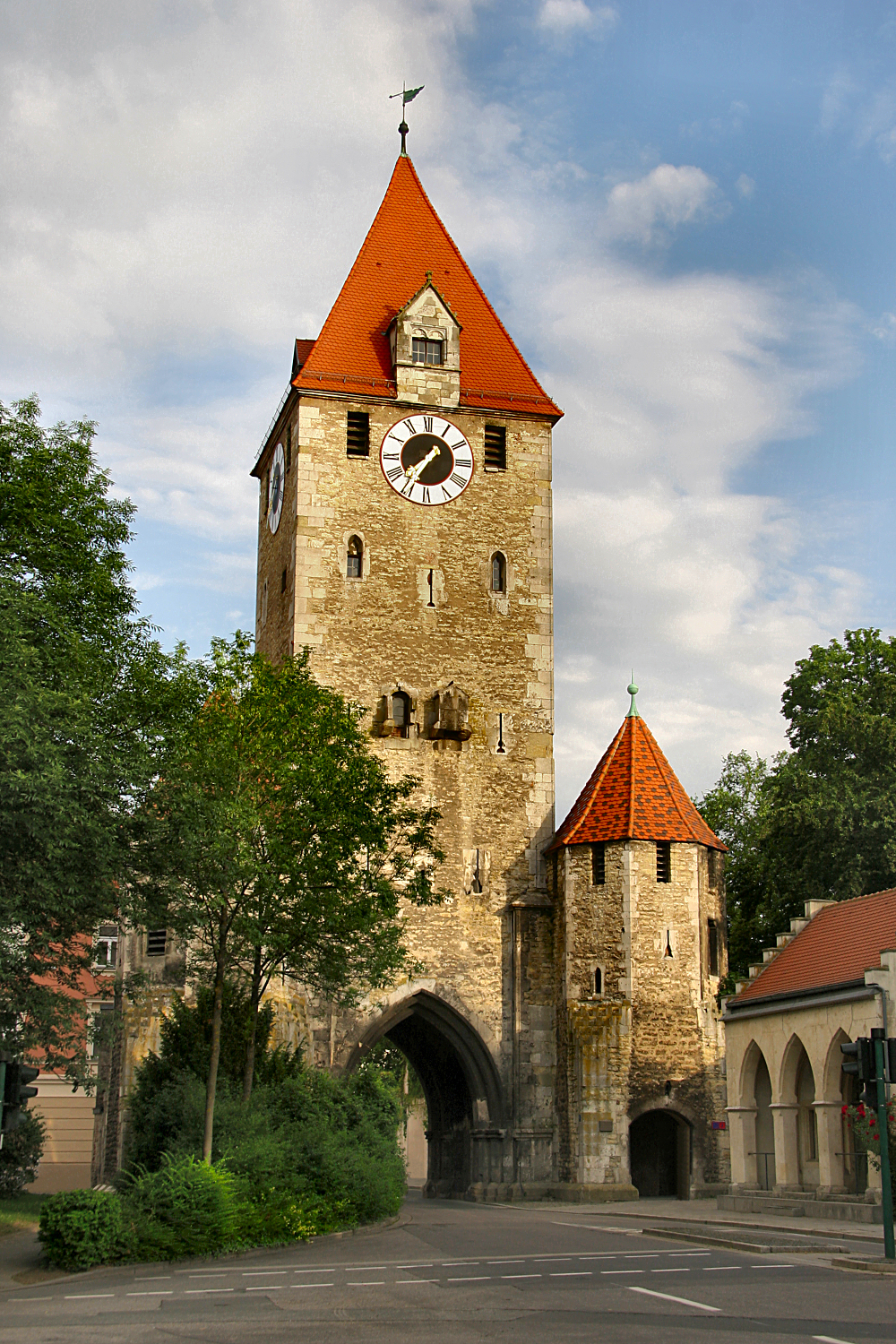
Восточные ворота, ок. 1300 г.
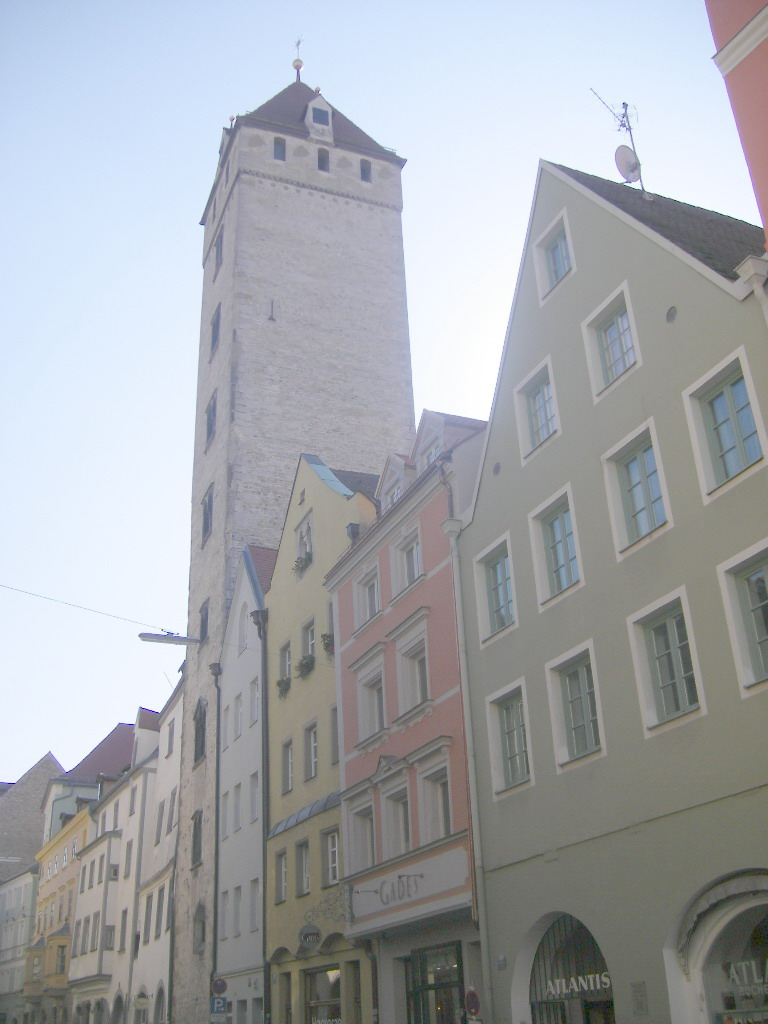
Золотая башня, 1260 г.
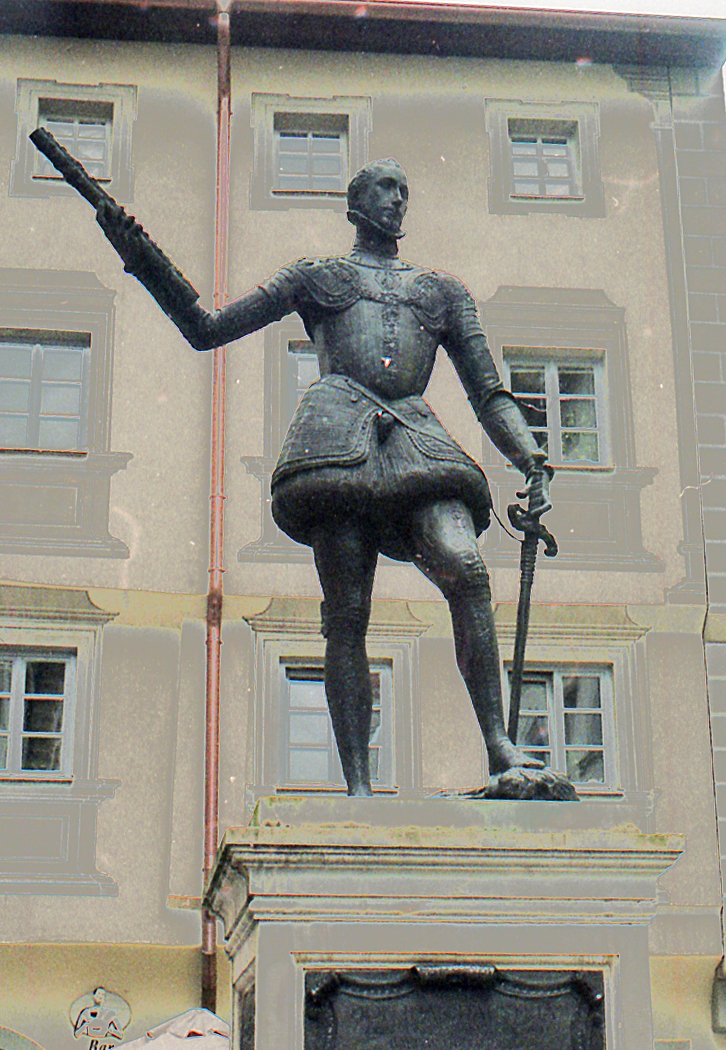
Памятник адмиралу Хуану Австрийскому
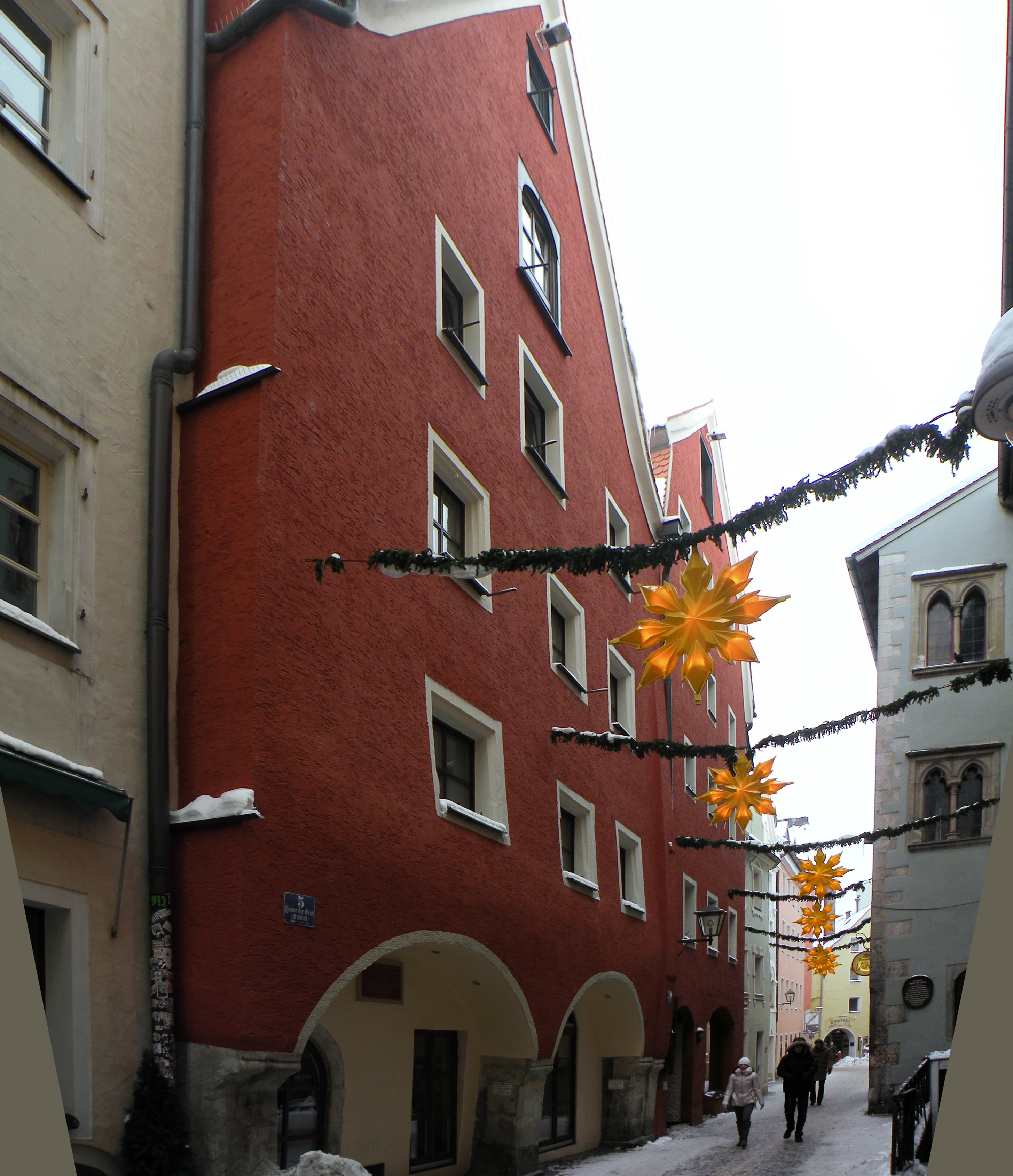
Дом собраний и богослужений на улице Hinter der Grieb
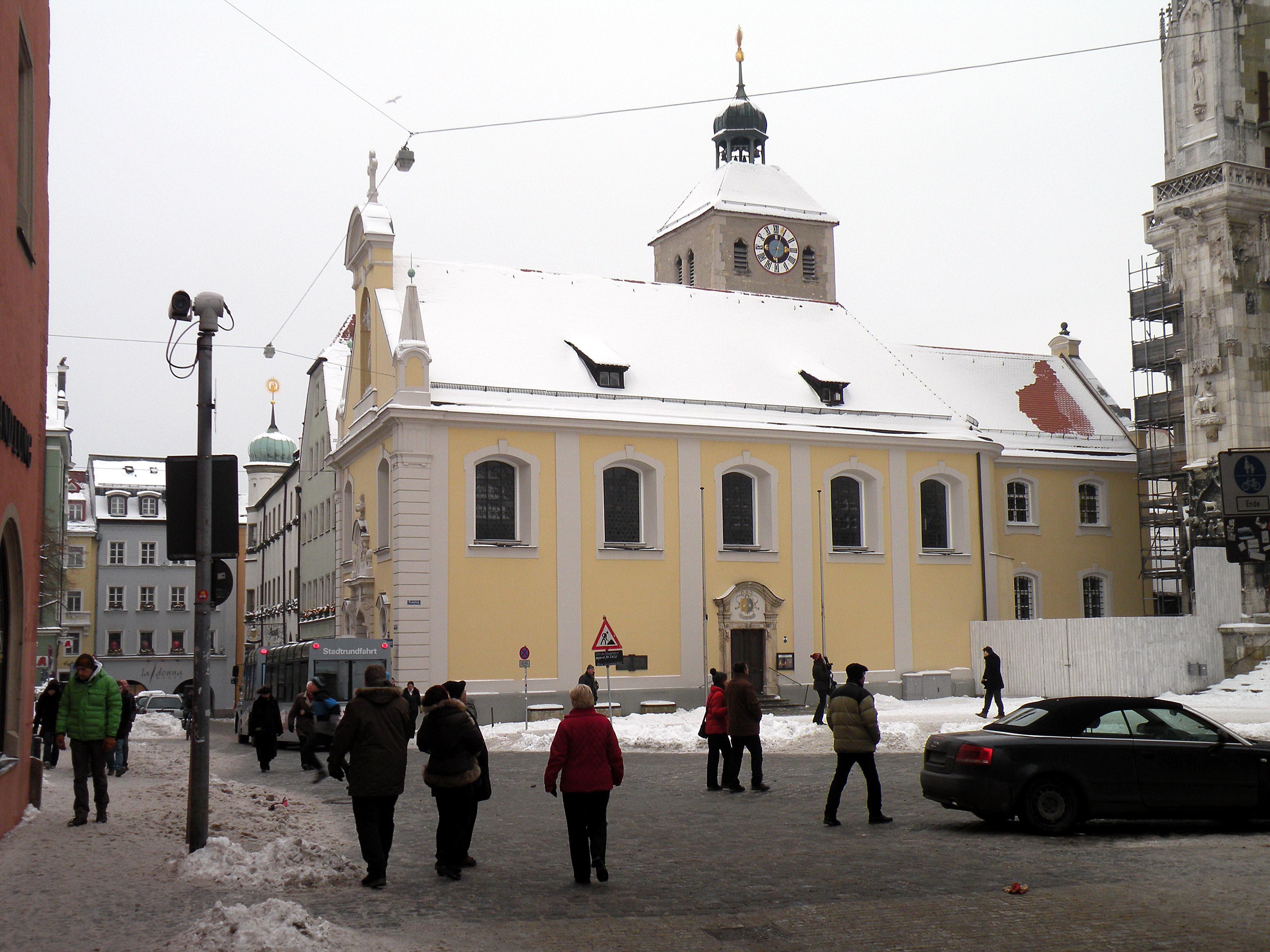
Церковь Иоанна Крестителя
Ворота в старый город

### В окрестностях

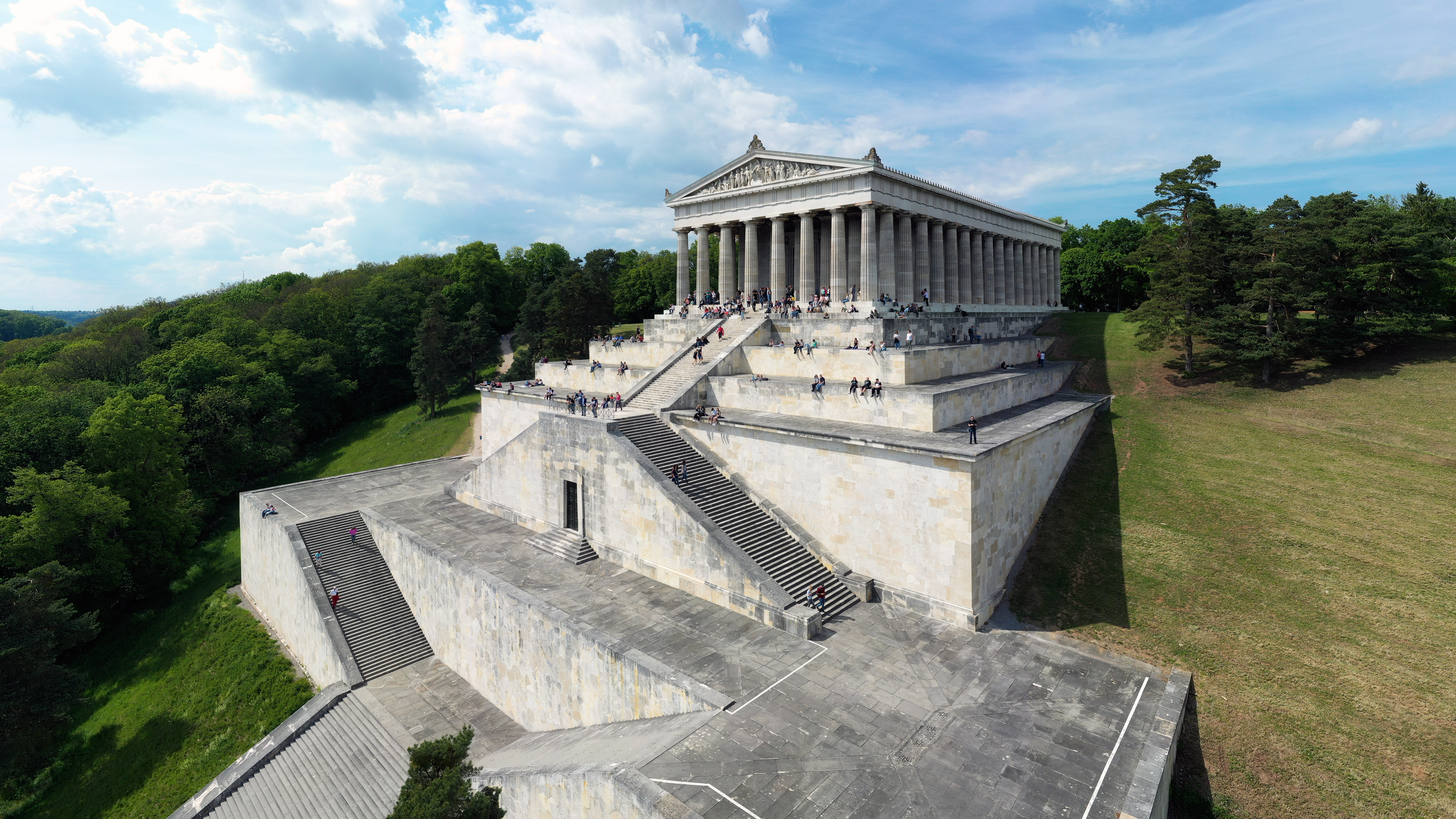
Зал славы Вальхалла

В окрестностях Регенсбурга находятся два внушительных классицистических сооружения, воздвигнутых Людвигом I Баварским в качестве национальных памятников немецкому патриотизму и величию:
- Самый величественный из них двух — Вальхалла, роскошная репродукция Парфенона, воздвигнутая как тевтонский храм славы на холме, поднимающимся от берегов Дуная в коммуне Донауштауф, в 10 км к востоку от города. Внутреннее убранство, состоящее из разноцветного мрамора, позолоты и скульптур, также украшено бюстами более 100 великих немцев.
- Вторая из построек короля Людвига — Зал Освобождения в местечке Кельхайм в 25 км к югу от Регенсбурга. Это большое круглое в плане здание, построенное для прославления героев 1813 года.

Кроме того, имеется также знаменитое Вельтенбургское аббатство (нем. Kloster Weltenburg), бенедиктинский монастырь в Вельтенбурге около Кельхайма на Дунае. Аббатство находится на полуострове, который вдаётся в реку, т. н. «Weltenburg Narrows» или «Danube Gorge». Монастырь, основанный ирландскими или шотландскими монахами около 620 года считается одним из старейших в Баварии.
К востоку от Регенсбурга начинается Баварский лес. Национальный парк с одноимённым названием — один из самых посещаемых заповедников в Германии.

## Культура

### Музеи и выставки
Всего в Регенсбурге 20 музеев. Среди самых известных, например — «Исторический музей Регенсбурга» на Дахауплатц, экспозиция которого рассказывает об истории, культуре и искусстве Регенсбурга и Восточной Баварии с Каменного века до наших дней. В Старой Ратуше располагается Музей Имперского Парламента (Reichstagsmuseum), посвящённый жизни во времена Священной Римской Империи. Его главные достопримечательности — оригинальная камера пыток и Имперский зал, комнаты, занимаемые Имперским Парламентом с 1663 по 1806 годы. Мемориальный дом Кеплера (Keplergedächtnishaus) иллюстрирует жизнь знаменитого астронома и математика Иоганна Кеплера. Городская арт-галерея Leerer Beutel предлагает коллекции произведений искусства, просмотры фильмов и культурные фестивали. За последний год в городе появились несколько музеев под открытым небом, так называемые, «документальные места». Они посвящены отдельным темам, истории римлян, евреев или Баварии.
Кроме того, есть и епископские музеи (Bistumsmuseen), а также филиал Баварского Национального Музея, расположенный в Аббатстве св. Эммерама. Там имеется комната с княжескими драгоценностями, принадлежащими роду Турн-и-Таксис. «Domschatzmuseum» хранит сокровища церкви, монстранции и гобелены — все они выставлены в Соборе св. Петра. Среди прочих музеев: Восточногерманская Галерея, Восточнобаварский Музей Естествознания, Зоопарк с рептилиями, Регенсбургский музей судоходства по Дунаю (Donau-Schiffahrts-Museum), Публичная Обсерватория, а также Музей часов (Uhrenmuseum), Музей гольфа, Музей почты и Ателье Динореум. К предстоящему празднованию столетия Земли Бавария, будет открыт Музей Баварской Истории в Регенсбурге в мае 2018 года. Кроме того, по всем значимым памятникам города проходят экскурсии с гидом, а также имеются организованные туры по всему городу, которые доступны на нескольких языках.

### Театры
Регенсбургскому театру на Бисмаркплатц 200 лет, это самый главный театр города. В нём ставятся оперы, оперетты, мюзиклы и балет. Летом также проводятся постановки на открытом воздухе. Кроме театра непосредственно на Бисмаркплатц, существуют ещё 4 сцены, программы которых дополняют друг друга:: в Новом Зале (Neuhaussaal) театра на Бисмаркплатц проводятся концерты филармонического оркестра Регенсбурга. Театр Велодром (Velodrom Theater) представляют мюзиклы и спектакли. В Театре на Хайдплатц (Haidplatz Theater) большей частью идут литературные и современные пьесы, тогда как в Башенном Театре (Turmtheater) на Голиафплатц — современные постановки, а также кабаре, мюзиклы и спектакли для детей.

### Музыка
Регенсбург является домом для знаменитого Соборного хора. С 2003 года проводятся Дворцовые музыкальные фестивали во внутреннем дворе Аббатства Святого Эммерама каждый июль. Спонсором и организатором выступает княжеская семья Турн-и-Таксис. На этом фестивале выступали такие известные музыканты как Элтон Джон (2014), Дэвид Гарретт, Том Джонс, Пласидо Доминго, ZAZ (2015) и другие. Современные музыкальные стили, особенно джаз, представлен каждое лето на Bavarian Jazz weekend. По всему старому городу более 100 групп, коллективов и сольных исполнителей. В 2015 году был открыт «Дом Музыки», приютив талантливых музыкантов и занявшись их образованием.

### Кино
Международный сезон короткометражного кино проводится в Регенсбурге ежегодно. Это неприбыльное мероприятие и имеет место каждый март, являясь по сути одним из важнейших подобных событий во всей Германии. Кроме того, в городе существуют несколько кинотеатров, такие как «CinemaxX», самый большой, показывающий блокбастеры и фильмы в жанре арт-хаус, а также небольшие независимые кинотеатры, такие как «Garbo», «Ostentor Kino» и «Regina Filmtheater». В Регенсбурге имеется два кинотеатра на открытом воздухе.

### Архитектура
В старом городе Регенсбурга находятся около 1 500 домов, которые представляют высокую художественную ценность со времен Римской империи до сегодняшнего дня и охраняются государством.

### Отдых
Старый город полностью окружён «Зелёным поясом». Многочисленные парки в черте города, как, например, Городской парк, Герцогспарк, Дёрнбергпарк, Виллапарк или университетский ботанический сад часто привлекают горожан для отдыха от городской суеты в хорошую погоду.

### Мемориалы и памятники
Правительство города воздвигло несколько памятников, увековечивающих борьбу с расизмом, нетерпимостью против меньшинств и иных форм презрения человеческого достоинства:
- Мемориал жертвам Холокоста
- Мемориал жертвам эвтаназии
- Мемориал узникам концлагерей и пленникам войны
- Мемориал жертвам насилия над женщинами

В городе также имеются т. н. «камни прeткновения», которые монтируются в мостовую в память о евреях, депортированных и убитых во время национал-социализма.

### События
Два раза в год в городе проходит ярмарка, городской «Народный праздник» (Volksfest), который является четвёртым по величине в Баварии. Бюргерфест (Bürgerfest), празднование граждан, проходит в старом городе раз в два года, привлекая более 100 000 посетителей. Каждый второй уикенд июля рыцари и другие средневековые персонажи собираются на Regensburg Spectaculum, средневековый рынок на Каменном Мосту. Каждый декабрь по всему городу открываются многочисленные рождественские рынки.

### Ночная жизнь
В городе более 500 баров, ресторанов, клубов и иных развлекательных заведений, большей частью все они расположены в старом городе. В городе богатая и разнообразная ночная жизнь главным образом из-за большого количества молодых жителей и студентов.

## Экономика
Экономика Регенсбурга считается одной из самых динамичных и быстроразвивающихся в Германии. Упор делается на промышленное производство, автостроение, промышленное и электрическое проектирование.

### Компании
В городе располагаются представительства многих международных концернов, среди которых BMW, Continental, E.ON, General Electric, Infineon, Osram, Schneider Electric, Siemens, Telekom и Toshiba, а также офисы т. н. «скрытых чемпионов» (Krones, MR).
В Регенсбурге работает завод автомобильного концерна BMW, на котором производятся автомобили 3 серии, 1 серии и Z4.
В городе находится штаб-квартира компании OTTI, the Eastern Bavaria Technology Transfer-Institut e.V..

### Туризм

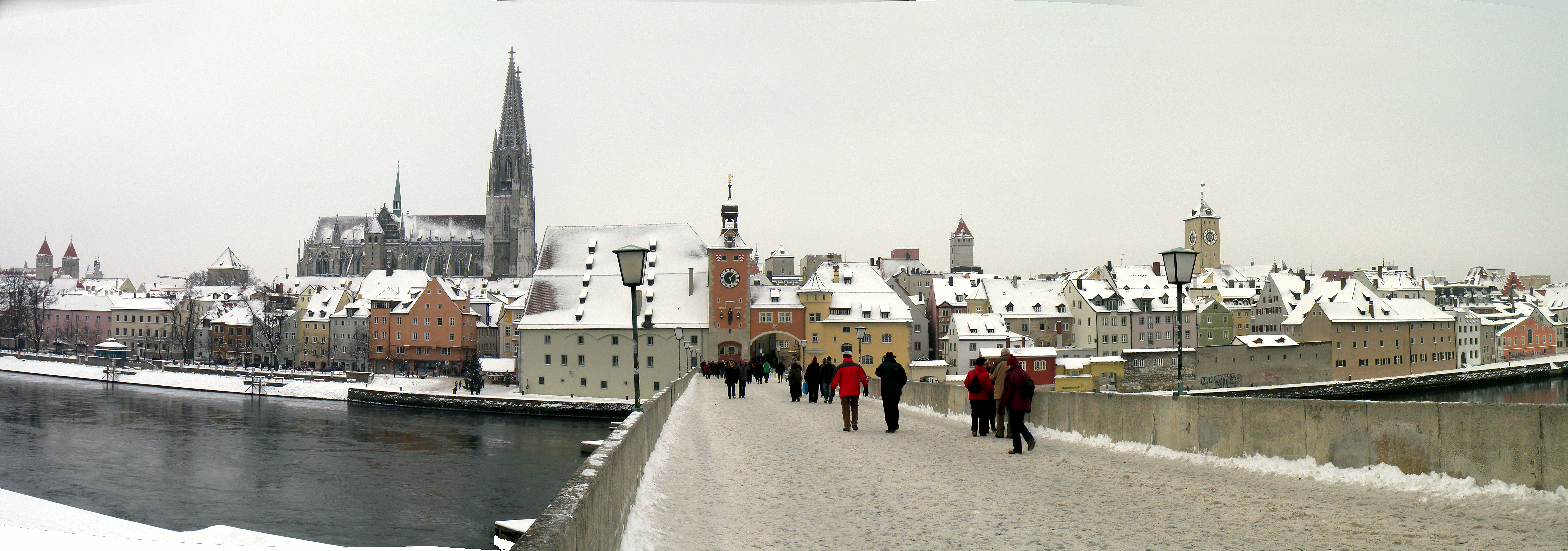
Туристы на Каменном мосту

В городе было отмечено 912 238 ночёвок в отелях и 531 943 постояльцев в 2012 году. Данные по туристической отрасли практически удвоились за последние 15 лет, Регенсбург стал одним из самых посещаемых городов страны с населением от 100 до 500 тыс. жителей. В 2014 году Регенсбург вошёл в список 30 самых главных достопримечательностей Германии для иностранных туристов.

## Инфраструктура

### Транспорт
- Городской транспорт представлен автобусами (ок. 20 маршрутов), которые обслуживает компания RVV.
- Междугородний автобусный транспорт представлен компанией Flixbus и другими. Перечисленные компании соединяют город с побережьем Балтийского моря, Берлином, Дрезденом, крупнейшими городами Баварии, а также с Гамбургом и землёй Северный Рейн-Вестфалия.
- Прямое междугороднее автобусное сообщение имеется до Польши, Румынии, Чехии, Австрии и др. стран. С пересадкой в Мюнхене можно доехать практически до любого города Европы, включая Москву и Лондон.
- Через город проходит крупная железнодорожная магистраль. Из Регенсбурга региональные поезда следуют в Мюнхен, Нюрнберг, Пассау, Ульм и другие города Баварии. Междугородние поезда соединяют город прямым сообщением с Франкфуртом и Дюссельдорфом. Международные поезда следуют до Вены (DB ICE) и Праги (поезд Мюнхен-Прага компании «Alex»).
- Регенсбург — крупный порт на Дунае. В городе есть восточная и западная гавани, а также многочисленные причалы для круизных речных судов, которые заходят в город как правило на один день.
- Своего аэропорта в Регенсбурге нет. В городе находятся несколько вертолётных площадок, которые используются в экстренных случаях. Ближайшие пассажирские аэропорты находятся около Нюрнберга и Мюнхена (во Фрайзинге). Все поезда, которые следуют из Регенсбурга в Мюнхен, останавливаются во Фрайзинге. Там на привокзальной площади есть возможность пересесть на автобус 635 маршрута, который доезжает до 1 и 2 терминалов мюнхенского аэропорта за 20 минут. Общее время поездки из Регенсбурга до аэропорта Мюнхена около полутора часов.

### Здравоохранение
В Регенсбурге располагается один из самых современных университетских госпиталей в Европе, Университетская Клиника (Universitätsklinikum Regensburg). Кроме этого, имеются также другие известные больницы, «Krankenhaus Barmherzige Brüder» и «St. Josef-Krankenhaus». В «Областной клинике» (Bezirksklinikum) проходят лечения пациенты с психическими расстройствами. Регенсбург является четвёртым городом в Германии по количеству больничных коек на 1000 человек населения. В городе этот показатель равен 19,4. Что касается врачей, Регенсбург по этому показателю на третьем месте (339 врачей на 100 000 жителей).
В городе располагается BioPark, это второй по величине в Баварии биотехнологический комплекс, включающий в себя многочисленные научно-исследовательские институты и биотехнологические компании.

## Образование

### Университеты и академии
Регенсбург известен своими высшими учебными заведениями. Крупнейшее из них — Регенсбургский университет. Основан в 1962 году, это один из самых молодых немецких вузов, входит в список 400 лучших университетов по всему миру. Среди знаменитых людей, связанных с университетом стоит назвать бывшего папу римского Бенедикта XVI, Удо Стайнера и Вольфганга Вигарда. Капмус университета расположен в одном районе с Регенсбургским университетом прикладных наук.
Строительный маклер Иоганн Вильберт в 2003 году основал при Регенсбургском университете «Институт управления недвижимостью» (ИРЕБС, IREBS — International Real Estate Business School).
С 1874 года в городе работает Колледж Католической музыки, а также Высшая Школа католической церковной музыки и музыкальной педагогики.

### Исследования
В городе расположен Институт исследования Восточной и Юго-Восточной Европы имени Лейбница.

### Школы
В Регенсбурге 18 начальных школ. Есть также несколько школ, дающих полное среднее образование, как государственных, так и частных, представляющих все уровни немецкой школьной системы. В городе 8 гимназий, 5 «реальных школ», 6 спецшкол и 4 профессиональных училища. Вдобавок, есть также несколько народных средних школ с различным специализациями. Кроме того, существует Регенсбургская Международная Школа (Regensburg International School — RIS), которая предлагает семьям возможности международного обучения.

## Спорт

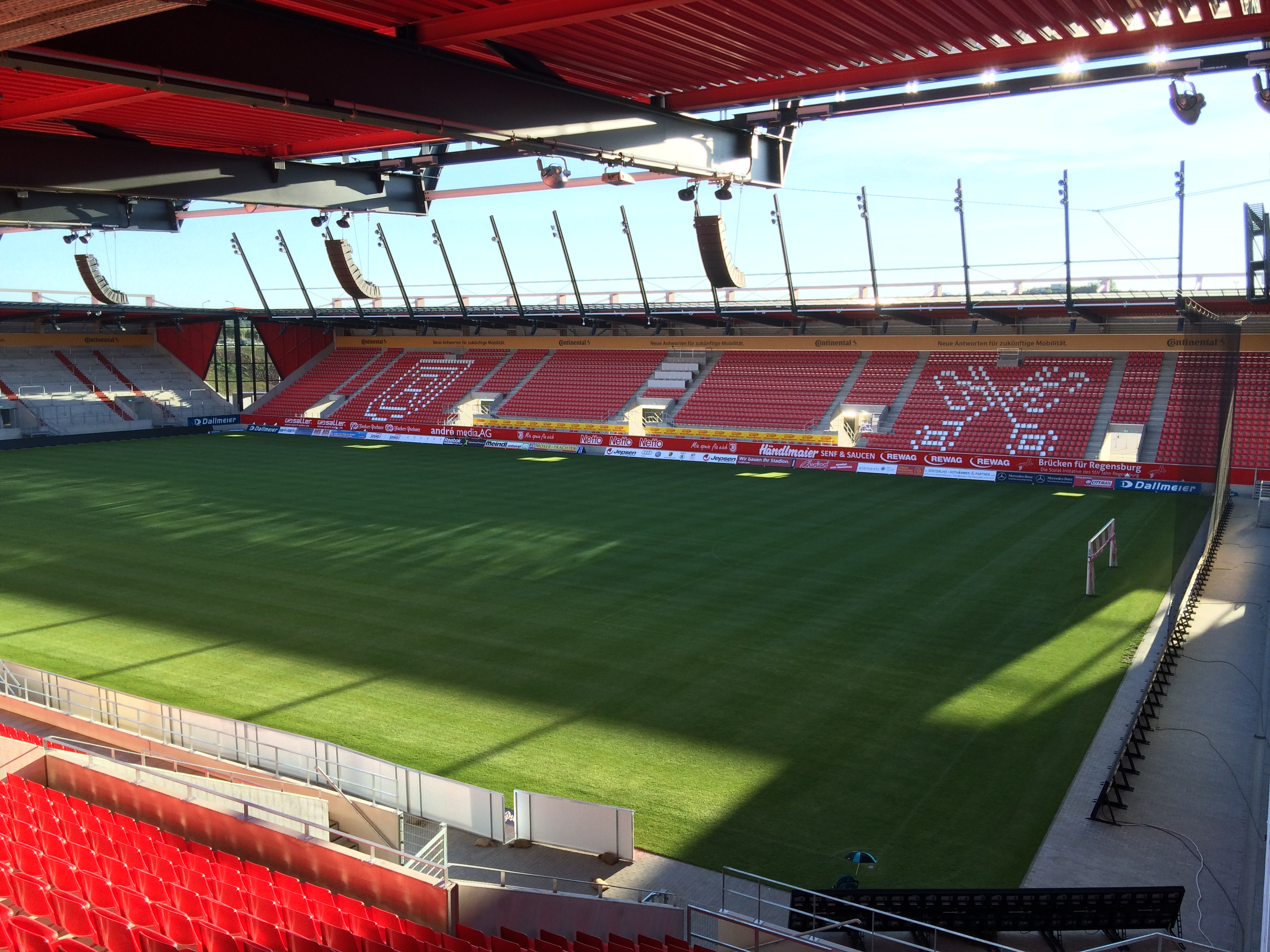

### Футбол
«SSV Jahn Regensburg» — местный футбольный клуб, у которого довольно много фанатов. Команда была частью большого спортивного клуба, основанного в 1889 году под именем «Turnerbund Jahn Regensburg». Название взяли от имени Фридриха Людвига Яна, чьи идеи и взгляды на гимнастику сильно повлияли на развитие немецкого спорта в 19 веке. Отделение футбола было основано в 1907 году. Футболисты и пловцы покинули главный клуб в 1924 году и основали «Спортивное Объединение Ян» (Sportbund Jahn Regensburg).
Летом 2015 года должна открыться для посетителей строящаяся на юге города Continental Arena. Стадион станет домом для футбольного клуба «Ян».

### Хоккей на льду
«EV Regensburg» — местный хоккейный клуб, играющий в настоящее время в южном дивизионе Высшей лиги. Это третья немецкая профессиональная лига.

### Бейсбол
На Донауштауфер штрассе в Регенсбурге располагается бейсбольный стадион «Armin-Wolf-Baseball-Arena».

### Атлетика
Местный клуб атлетов, «LG TELIS FINANZ Regensburg» проводит различные соревнования и считается одним из наиболее успешных клубов в Германии.

## Города-побратимы
- Абердин (англ. Aberdeen), Шотландия, Великобритания (с 1955)
- Бриксен (итал. Brixen), Италия (с 1969)
- Одесса, Украина (с 1990)
- Пльзень (чеш. Plzeň), Чехия (с 1993)
- Темпе (англ. Tempe), Аризона, США (с 1981)
- Клермон-Ферран (фр. Clermont-Ferrand), Франция (с 1969)

## Люди, связанные с Регенсбургом
- Марк Аврелий — римский император. Основатель города, Castra Regina. В честь него названа набережная вдоль Дуная[21][22].
- Петахия Регенсбургский — знаменитый еврейский путешественник XII века.
- Иоганн Кеплер — немецкий математик, астроном, механик, оптик и астролог, первооткрыватель законов движения планет Солнечной системы. Жил и скончался в городе. В честь него названа улица, открыт мемориальный музей. В сквере у центрального вокзала установлен бюст учёного.
- Оскар Шиндлер — жил в городе с ноября 1945 по май 1950 года, сначала в старом городе (на доме установлена мемориальная доска), затем по адресу Альте-Нюрнбергер-штрассе 25 на берегу Дуная.
- Турн-и-Таксис — аристократический род Священной Римской империи, который сыграл важную роль в становлении и развитии европейской почтовой службы. Княжеская семья до сих пор проживает в одноимённом дворце в центре города.
- Бенедикт XVI — бывший папа римский, преподавал на факультете теологии Регенсбургского университета[23].
- Эдмунд Штойбер — немецкий политик, бывший премьер-министр Баварии. Выпускник университета Регенсбурга[24].
- Хуан Австрийский — испанский полководец, незаконный сын Карла V. Родился в Регенсбурге, в городе ему установлен памятник.
- Иероним II (архиепископ Афинский) — предстоятель Православной церкви Греции (Элладской церкви). Учился в аспирантуре в университете Регенсбурга[25].
- Адам Вейсгаупт — основатель Ордена иллюминатов, профессор естественного и канонического права в университете города Ингольштадт. В период между 1785 и 1787 годами проживал в городе на улице Энгельбурггассе[26].
- Вольфганг Регенсбургский — миссионер и епископ Регенсбурга, католический святой (святой Вольфганг).
- Эрхард Регенсбургский — епископ Регенсбурга, преподобный.
- Карл Май — немецкий писатель, автор знаменитых приключенческих романов для юношества. Его «Восточный цикл» рассказов впервые публиковался в еженедельной католической газете Регенсбурга «Немецкая сокровищница» в 1880—1888 гг.
- Фукс, Георг Матиас (нем. Georg Mathias Fuchs) (9 октября 1719 года, Регенсбург — 5 апреля 1797 года, Копенгаген) — датский художник — портретист и исторический художник немецкого происхождения.

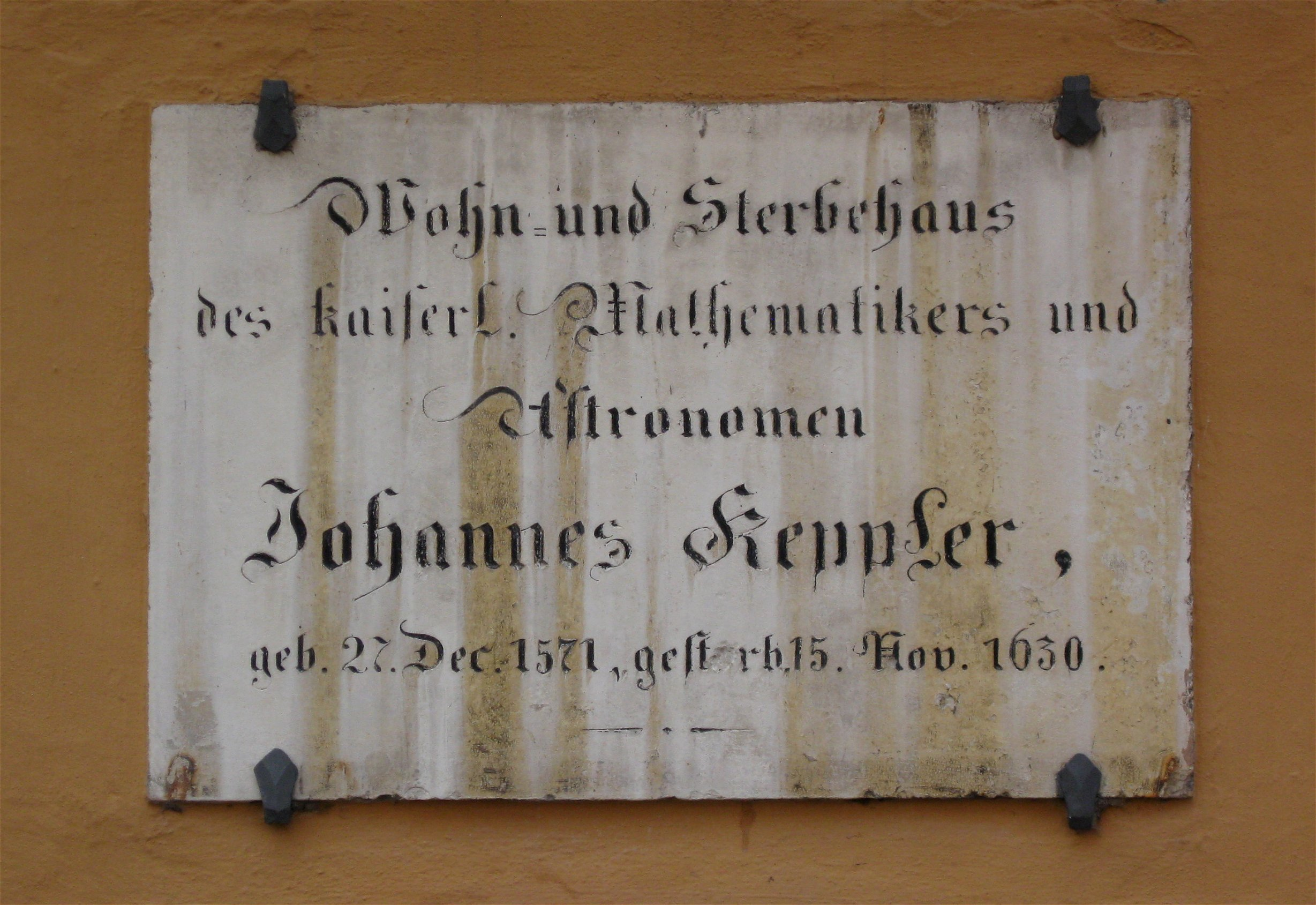
Мемориальная доска на доме, где жил Иоганн Кеплер
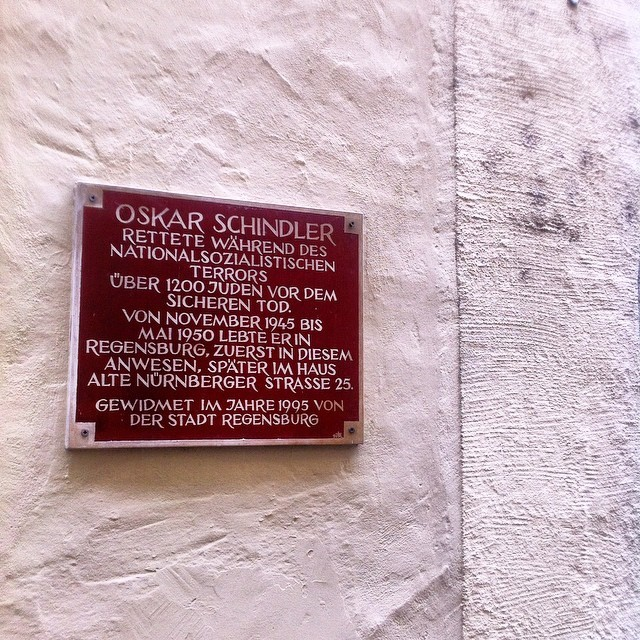
Мемориальная доска на доме в старом городе Регенсбурга, где жил Оскар Шиндлер
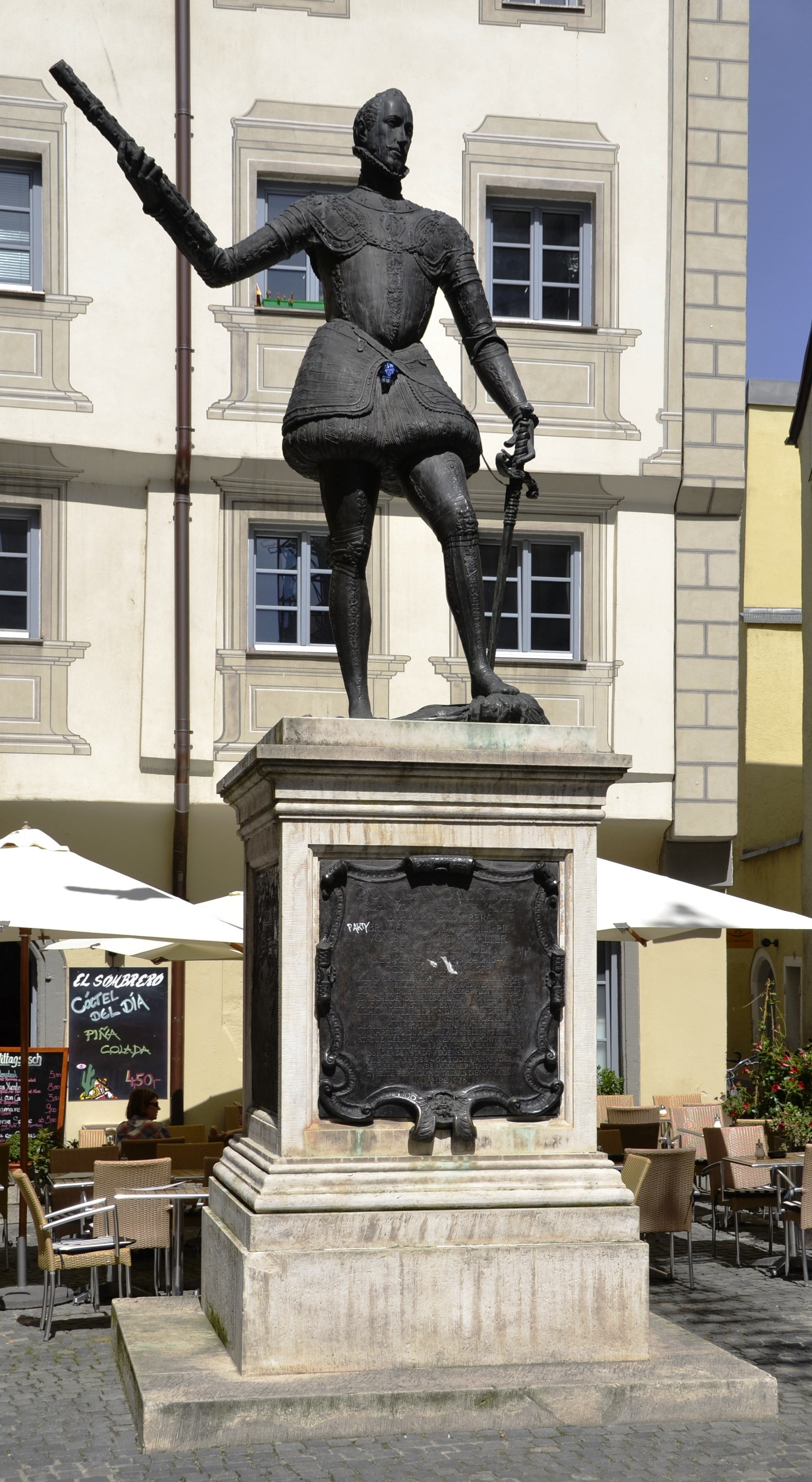
Памятник Хуану Австрийскому в Регенсбурге

## Эпонимы
В честь Регенсбурга назван астероид (927) Ратисбона, открытый в 1920 году.